# St. Matthias (Achim)

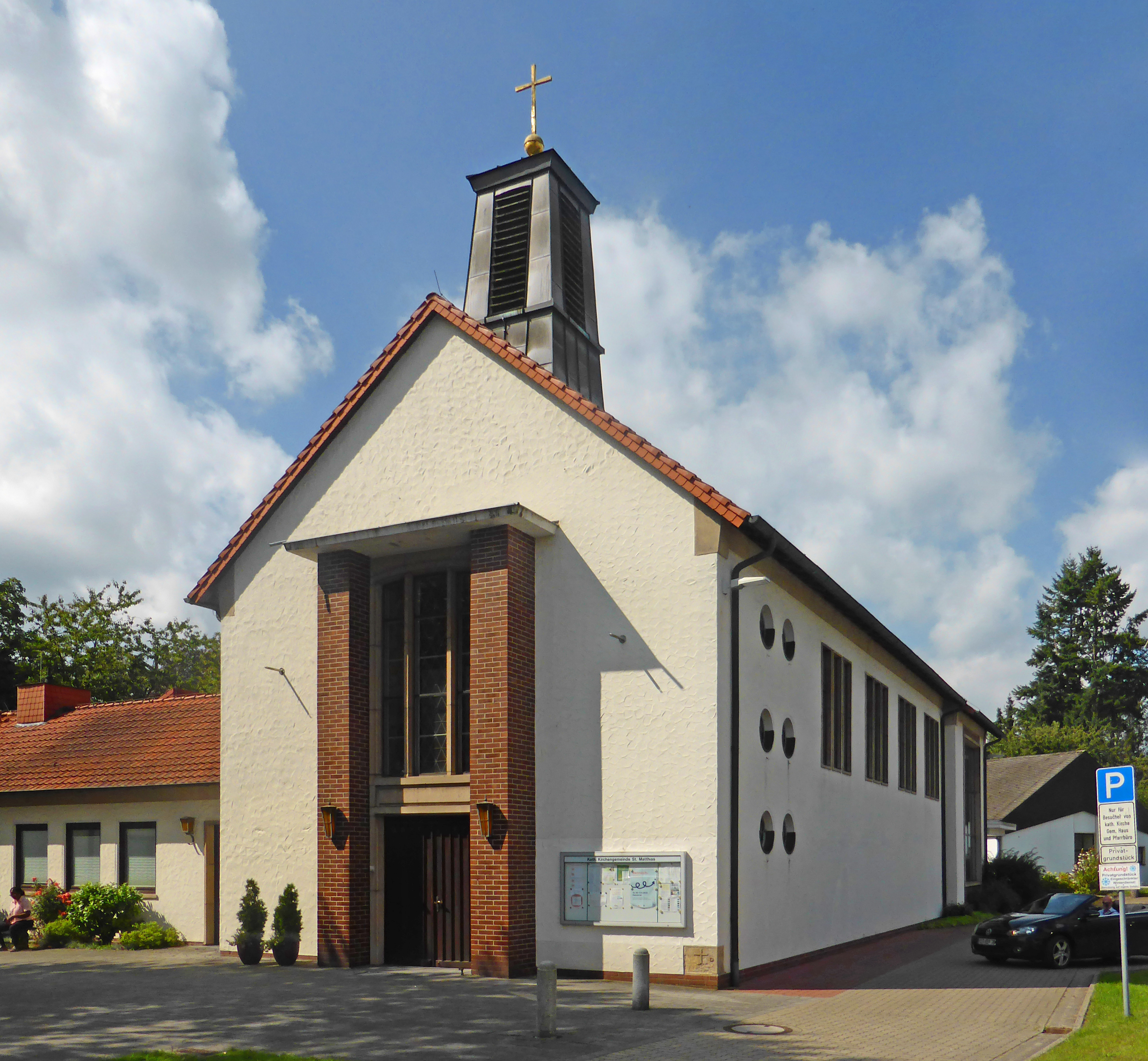
St.-Matthias-Kirche

St. Matthias ist die römisch-katholische Pfarrkirche in Achim im niedersächsischen Landkreis Verden. Ihre Pfarrgemeinde umfasst auch das katholische Gemeindezentrum St. Paulus im benachbarten Oyten und gehört zum Dekanat Verden im Bistum Hildesheim.

## Geschichte
Durch die Reformation wurden die Bevölkerung von Achim und die St.-Laurentius-Kirche gegen Mitte des 16. Jahrhunderts lutherisch. 1559 trat mit Pastor Johann Meier der erste lutherische Geistliche in Achim sein Amt an.
Die heutige Kirchengemeinde ist aus der früheren Missionsgemeinde Hemelingen-Land entstanden, die 1930 im Bereich des Altkreises Achim gegründet worden war. Nach dem Ende des Zweiten Weltkrieges entstand mit der Ankunft vieler katholischer Flüchtlinge und Vertriebener der Bedarf für eine eigene katholische Kirche vor Ort. Daher wurde ein ehemaliges Hitlerjugend-Heim zunächst zur ersten katholischen Filialkirche Achims seit der Reformation. Von 1946 bis 1973 war Felix Jonientz Pfarrer von Achim.
1955 wurde der Grundstein für das heutige Gotteshaus im sachlichen Stil der 1950er Jahre in der Meislahnstraße gelegt – noch im selben Jahr wurde das Richtfest gefeiert. Der Entwurf des Gotteshauses, dass das Patrozinium des Apostels Matthias trägt, stammte von Josef Fehlig. 1956 entstand eine eigene Pfarrei, die seit 1965 den heutigen Namen trägt. Im Juni 1997 wurde als Außenstelle das Gemeindezentrum St. Paulus in Oyten eingeweiht.

## Architektur und Ausstattung
Die Kirche, das Pfarrhaus und das Gemeindezentrum stehen auf dem Grundstück Meislahnstraße 10–14. Das einschiffige Kirchengebäude trägt einen kreuzbekrönten Giebelreiter mit zwei Kirchenglocken. Im Vorraum der Kirche erinnert ein Missionskreuz an die Volksmissionen 1951 und 1986. An der Nordwand des Kirchenschiffes hängen 14 Kreuzwegstationen, an der Rückwand des Altarraumes ein schlichtes Kruzifix sowie zwei Reliefs. Vor einer Mondsichelmadonna können Opferkerzen aufgestellt werden. Eine Pfeifenorgel steht auf der Orgelempore.

## Einzugsbereich
Der Einzugsbereich der Gemeinde umfasst heute die Stadt Achim, die Gemeinden Oyten und Ottersberg, den Westteil der Gemeinde Langwedel sowie die Gemeinden Thedinghausen, Riede und Emtinghausen.

## Gemeindeleben
Bedeutende Gruppen innerhalb der Gemeinde bilden neben den ehemaligen Flüchtlingen und ihren Nachkommen die Spätaussiedler aus Polen und der ehemaligen Sowjetunion, Zugezogene aus Süd- und Westdeutschland sowie Gemeindemitglieder italienischer, kroatischer und britischer Herkunft (Stand: 2013).